# Tionylklorid
Tionylklorid, SOCl2, är en tung (densitet 1,63 g/ml) färglös vätska med stickande lukt och en viskositet som påminner om vatten.

## Egenskaper
Tionylklorid är frätande och reagerar häftigt med vatten under sönderdelning till svaveldioxid och saltsyra. All hantering av ämnet bör ske så att exponering undviks. Hudkontakt kan medföra svåra brännskador, ögonkontakt kan medföra blindhet, inandning av ämnet kan medföra skador på andningsorganen.

## Framställning
Den framställs industriellt ur svaveltrioxid och svaveldiklorid.
{\displaystyle {\rm {SO_{3}+SCl_{2}\rightarrow SOCl_{2}+SO_{2}}}}

## Användning
Tionylklorid används som kloreringsmedel inom organisk syntes. Det är främst två typer av kloreringar som med fördel utförs med ämnet. Den klorerar primära, sekundära och tertiära alkoholer till motsvarande klorid. Reaktionen sker med bevarande av stereokemin eftersom reaktionen går över en klorsulfitester (undantaget reaktioner i 1,4-dioxan som leder till inversion):
{\displaystyle {\rm {R\!-\!OH+SOCl_{2}\rightarrow R\!-\!Cl+SO_{2}+HCl}}}
Karboxylsyror kan på motsvarande sätt bilda syraklorider:
{\displaystyle {\rm {R\!-\!COOH+SOCl_{2}\rightarrow R\!-\!COCl+SO_{2}+HCl}}}
Ett annat användningsområde är i batterier av litium-tionylkloridtyp.